# Vanilla pompona
Vanilla pompona — это вид ванильной орхидеи. Она произрастает в Мексике и на севере Южной Америки, и является одним из источников ванильного ароматизатора из-за высокого содержания ванилина. Согласно исследованиям британских и шведских ученых, запах ванили является любимым среди большинства людей в мире.

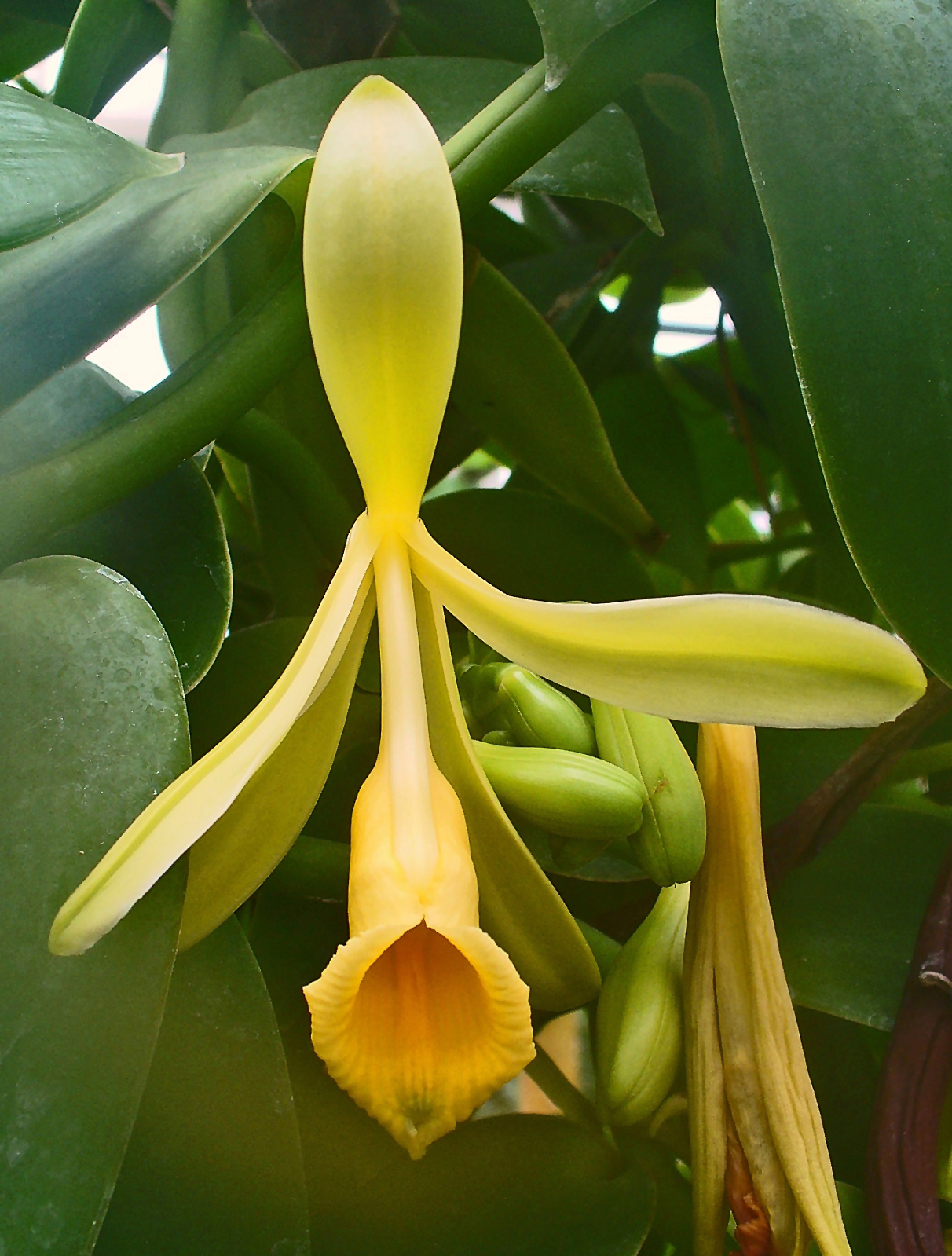
Vanilla pompona

Vanilla pompona, произрастающая в Амазонии, была исследована с помощью анализа HPLC, показавшего концентрацию ванилина до 9,88 г/100 г, что делает ее пригодной для использования в пищевой и косметической промышленности.

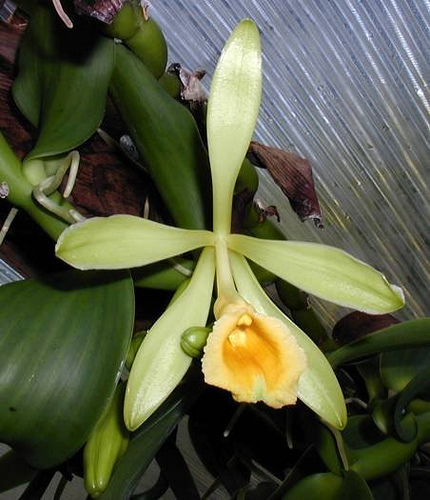
Vanilla pompona

Как и все представители рода Vanilla, V. pompona — это лиана. Она использует свои корни для поддержки по мере роста. Ее листья и стебли, как правило, толще, чем у V. planifolia и V. phaeantha.

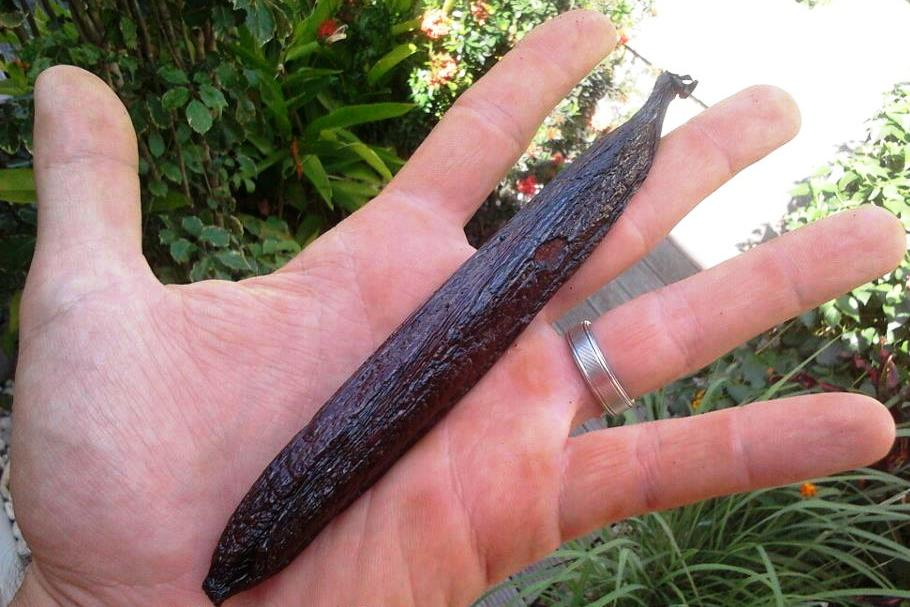
Vanilla pompona

Исследование показало, что самцы орхидейной пчелы среднего размера (Eulaema cingulata) собирают пыльцу V. pompona. Другие виды пчел тоже посещают цветки, но более крупные виды не могут поместиться внутри, чтобы добраться до пыльцы, а более мелкие виды не вступают в физический контакт с рыльцем; из нескольких наблюдаемых посетителей цветков только E. cingulata находилась в пределах осуществления переноса пыльцы.

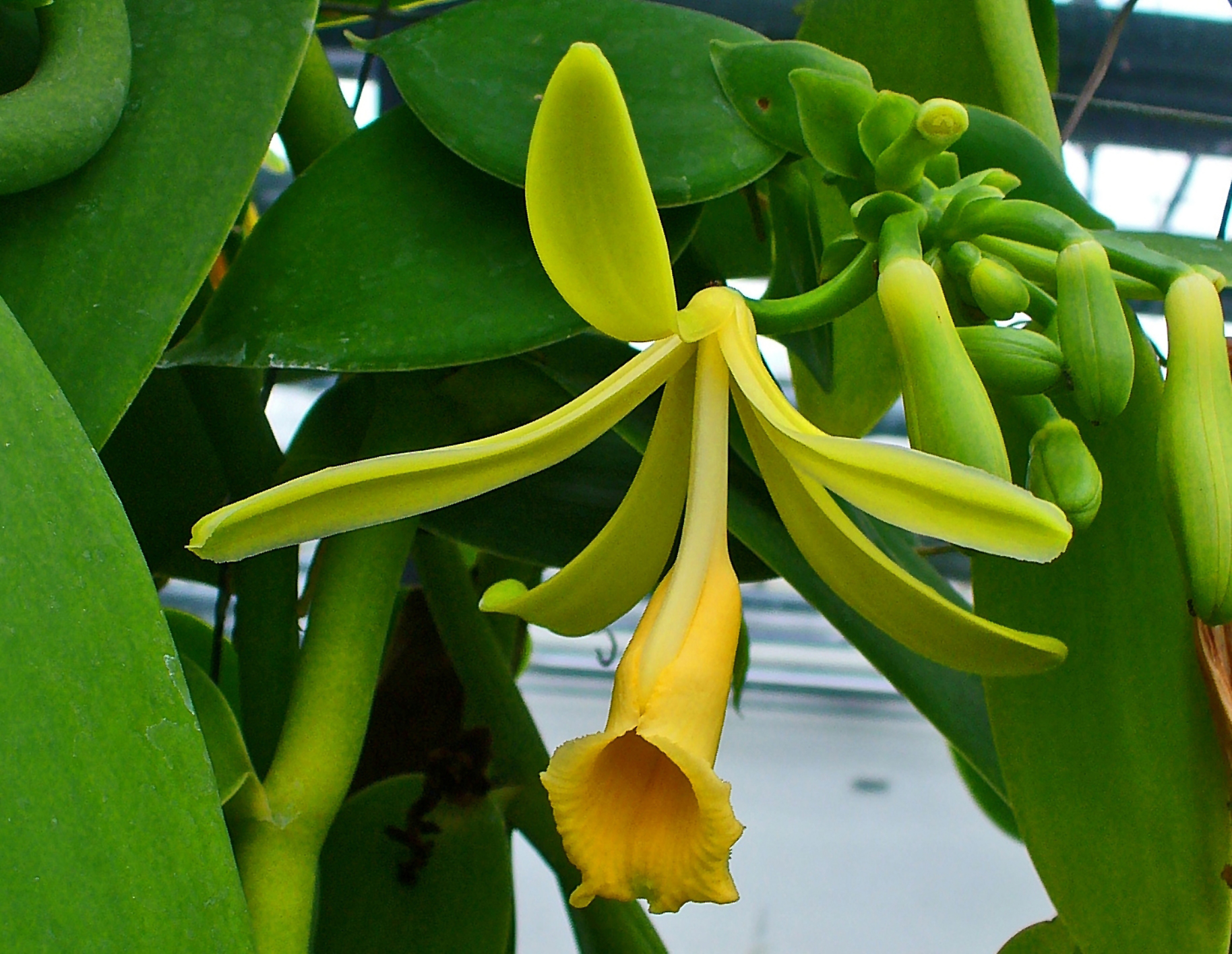
Vanilla pompona